# 廈門戰鬥 (抗日戰爭)
廈門戰役發生於1937年9月以及1938年5月10日－16日，地點則是在中國閩南一帶。是抗日戰爭重要戰役之一，交戰一方為守軍之國民革命軍，另一方則為日軍。

## 背景

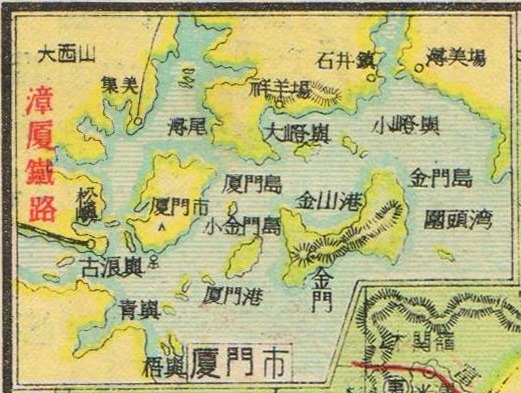
廈門及周邊地圖

厦门是中国东南沿海的重要港口，1937年淞沪会战爆发后，台灣日军便开始策划对厦门的军事行动。1937年8月底，台湾方面日军派遣扶桑、羽风、若竹等3艘军舰搭载海军陆战队前往厦门外海巡弋。台海局势持续紧绷，厦门守军也加强了战备，双方冲突一触即发。
当时厦门要塞以胡里山炮台为指挥主台，共计有胡里山、磐石、白石和龙海一侧的屿仔尾等四座炮台及鱼雷台一座，共装要塞炮9尊、鱼雷炮2尊，防御力量明显不足。出于战略考虑，又临时在五通霞边和何厝香山增设2座炮台，形成犄角，互相因应，并派海军陆战队一营兵力掩护厦门要塞，总兵力约两千人。

## 首次戰鬥

### 砲擊廈門
1937年9月3日，日本海空军开始对厦门展开空袭及炮击。他们先派出12架飞机袭击厦门各炮台及军事机构。而在9月3日天刚破晓时分，扶桑、羽风、若竹等3艘军舰驶近厦门岛以东的大担、二担海域，列成阵势，发炮轰击白石炮台、胡里山炮台和曾厝垵海军机场。并且逐步靠近厦门岛南部近海。
胡里山炮台在主台官何荣冠指挥下，首先开炮迎击，一弹拦腰击中若竹号。这艘驱逐舰建于1922年，时速31节，被击中后，舰上配备的3门120毫米主炮和4个533毫米鱼雷发射器均损毁。羽风号见状，便夹带受伤的若竹号转由南方向外海方向脱离接触。厦门守军亦付出伤亡22名（阵亡16人，失踪6人）的代价，其中磐石炮台4名（阵亡3人，失踪1人），屿仔尾炮台阵亡2名，厦门要港司令部失踪3名。

### 登陸金門
9月3日的冲突结束后，由于上海淞沪会战持续胶着，日军暂时无力分兵直接夺取厦门要塞，于是日本方面经过考虑决定首先攻占厦门外海的金门岛以封锁厦门港。1937年10月26日，在飞机和战舰炮火的掩护下，日本海军陆战队分乘20多艘小艇，分别从后埔、古宁头等地强行登陆金门。守卫在滩头的金门100多名保安队员、壮丁队员迎战进犯的日军，经过一小时战斗全部阵亡，日军旋即夺取金门岛。金门县长及其餘守军逃往北部的大嶝岛，厦门战役第一阶段的战斗至此结束。

## 兩軍對峙
1937年9月－1938年5月间，日军虽然没有对厦门发动进一步军事行动，但是日本海军舰队仍然长期在厦门海域巡弋，以监视、封锁厦门港。
据统计，1937年9月－1938年5月，进入厦门附近海域的日本军舰计有：
　　航空母舰2艘：加贺、苍龙。
　　重巡洋舰1艘：妙高。
　　轻巡洋舰3艘：多摩、天龙、龙田。
　　水上机母舰1艘：神威。
　　驱逐舰12艘：岛风、汐风、滩风、追风、疾风、如月、弥生、芙蓉、朝颜、羽风、刈萱、若竹。
　　其他辅助性舰船十余艘。
中国军队在此期间除了继续加强防御，修建工事外，也从漳州、泉州等地继续抽调兵力巩固厦门防务。西北军第75师在此期间进驻闽南，负责厦门、漳州地区的防务，师长宋天才为闽南地区军政负责人，具体到厦门要塞的防御则由副师长韩文英、厦门警备司令部参谋长楚怀民负责。但是75师始终对于日军登陆厦门的急迫性没有重视，至1938年5月初，厦门岛上驻防军的总兵力仍只有约3,000人，仅能维持部分重要地点的防御，其他地区防务大多只能依靠地方保安团及壮丁队负责。

## 再度進攻

### 戰役準備
尽管在1937年9-10月的战斗中，厦门守军破坏了日军快速夺取厦门的计划，但日军仍然认为“厦门是广东军盘踞点，又是福建策发抗日的发源地，而且还是进口武器弹药军需用品的基地，在抗日作战中扮演着非常重要的角色”，因此没有放弃夺取厦门的计划。1938年3月，日本海军陆战队突袭金门与厦门之间的小金门岛，该岛迅速失守。其后，日本方面便开始策划彻底攻占厦门要塞、占领厦门市。1938年4月20日，日军组建第二联合特别海军陆战队。5月1日，该部队编入第五舰队，与舰队联合陆战队一起，预备作为攻打厦门主力部队，总兵力为5个大队，相当于中国当时5个加强团的多兵种混成作战队伍。
1938年5月1日，在日军攻占厦门前9天，日军第五舰队下发了必须攻占厦门的“D作战计划”，相应的，进攻厦门的作战部队被命名为“D部队”。5月3日，日军发布“大海令112号”，任命统领所有侵华海军的总指挥———支那方面舰队司令官，为第五舰队司令官。为了尽快夺取厦门，日军大本营派出了第五舰队为主的31艘舰艇。除了第五舰队的舰艇，日军还前后出动了加贺号、苍龙号两艘航母。其中，加贺号作为主力部队，以72架舰载攻击机、轰炸机配合第五舰队，在5月10日-11日完成攻打厦门的任务后便离开了。

### 登陸廈門
驻扎金门的日军经过侦查发现，5月9日是民国的国耻日，厦门市将举行盛大活动鼓舞斗志，还邀请驻扎在厦门各地的军队前往市区参与，这样一来厦门沿海的防务就出现了漏洞。日军决定利用中国军队9日参加活动之后防务松懈的这个有利时机，登陆厦门岛东北部国军防备空虚的五通、钟宅地区。1938年5月10日凌晨4时15分，日军第一大队主力在浦口社南面登陆；15分钟后，第二大队在凤头社附近海滩登陆。由于计划周密，直到日军上岸，当地防守的国军也没有任何反应。
天亮之后，日本航母舰载机配合日军地面部队轰炸、攻击厦门守军阵地，为陆战部队开路，还深入厦门周边的漳州、泉州、龙岩地区，轰炸中国增援部队，同时轰炸机场、道路、桥梁，日军战机最远甚至飞到三明宁化。1938年5月10日，轰炸厦门的日军第一批飞机于早上6点起飞。“加贺号”航母上的飞机当天就投下了222枚炸弹，发射了11,629发穿甲弹、曳光弹和2585发燃烧弹，行动一直持续到5月12日晚厦门守军战斗力基本丧失为止。据《军舰加贺战斗详报》记载，加贺号的飞机就按照“4-6或6-4”的战斗机和轰炸机组合阵形，从每天早上6点起，两小时左右一次、每次10架飞机，轮番进行轰炸扫射。日军在进攻厦门战役中总共派出了126架飞机。
第一批登陆的日本海军陆战队700余人在飞机舰炮的掩护下，与防守当地的国军四四六团二营交战，厦门守军凭借海边布设铁丝网，以机关枪和手榴弹等进行顽强抵抗，但因战力悬殊，挡不住“潮水般涌上的日军”，该营营副和第五连连长阵亡，阵地旋即被突破。早上9点45分，日军陆战部队完成登陆，随即沿着禾山至江头的乡村道路迅速推进。国军四四五团三营及厦门当地保安团及时赶到江头前线增援二营，一度将日本登陆部队阻击于江头一带。但到了10日中午，日军组织力量不断向守军发起攻击，四四五团三营及保安团很快伤亡过半，被迫撤到云顶山、金鸡岩一带。日军登陆部队快速进入厦门岛蜂腰部的莲坂地区，中国守军趋于溃败。

### 城郊激战
5月10日午后，日军登陆部队进入莲坂时，恰与由75师副師长韩文英及参谋楚怀民率领的中方援军相遇，双方在此激战一天多。由于人数方面的劣势，日军登陆部队一度寡不敌众，险些被中国守军反包围，但日军前线指挥官大野一郎及时呼叫战机狂轰中国军队阵地，成功击退了中国军队的大举反击，在11日晚夺取莲坂。同样在5月11日白天，日军派出第二支登陆部队由厦门岛南部的黄厝、塔头方向登陆，直接围攻白石、胡里山炮台等厦门要塞核心阵地，战至11日下午，日军登陆部队更是攻入了厦门市区及厦门大学。在激战中，国民革命军第75师副师长韩文英、445团团长水清浚负伤，警备司令部参谋长楚怀民、营长宋天成阵亡，残余的中国守军退守云顶岩、金鸡山一线。在日军的炮击和轰炸中，厦门大学建筑遭受严重破坏，城区平民伤亡也非常严重。

### 厦门陷落
5月12日，中国守军尚未从厦门撤出部队，仍在胡里山炮台、高崎和市区鹭江道等处据守。从五通方向登陆的日军与从黄厝方向登陆的日军在厦门市区汇合，对残余中国守军发动最后总攻。5月12日下午，日军攻占胡里山炮台和厦门港，并且基本控制了厦门岛南部各高地，居高临下猛攻市区。5月13日白天，日军基本控制厦门市区，并且再次对厦门岛东部钟宅、江头、禾山地区进行扫荡以稳固后方。至5月13日晚，中国守军仅余市区临海的弹丸之地继续抵抗。坐镇漳州指挥的75师师长宋天才见厦门失败已无可挽回，遂于5月13日晚上命令残余的中国守军乘船弃守厦门。5月14日清晨，厦门守军大部渡海撤离，不过仍有少量殿后部队在市区死战。日本方面于5月13日晚正式宣布厦门陷落，但是市区残余的战斗一直坚持到5月16日才彻底平息。

## 后续

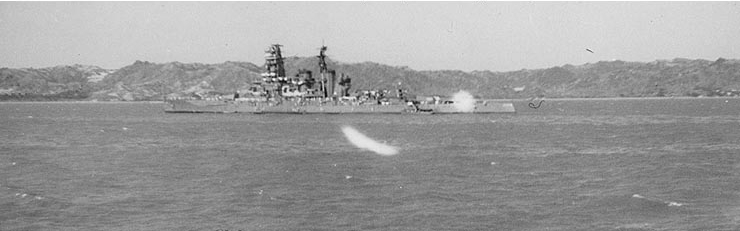
在厦金海域游弋的金刚号(摄于1938年10月)

完全控制厦门岛后，1938年5月16日，日本海军航母苍龙号抵达厦门附近海面巡弋，以达到震慑恐吓中国东南沿海各港口之目的。1938年5月19日，日军在厦门中山公园举行阅兵式庆祝胜利，厦门至此进入了长达七年的日据时期。日军进攻厦门是华南抗战的开端，是日军完全封锁中国东南沿海港口计划的第一步，为日军其后在1938年10月攻占广州、1939年6月攻占潮汕地区提供了有益的经验。此后7年，厦门都处于日军的稳固控制下，成为向福建内陆渗透的基地，也成为沟通南北日军联系、运输战略物资的重要港口。
由于日军在战斗过程中出现了大量烧杀抢掠现象，引发厦门市民的普遍恐慌，约11万民众在战后涌入与厦门岛一水之隔的鼓浪屿公共租界中避难，随后在当地居民和外国人士的帮助下逐渐疏散至附近的漳州、龙海等地。为了加强对厦门的控制，1939年7月1日，日军扶持李思源为厦门特别市市长，此后又组建其他市政府机关加强全市管理。1938年5月以后，全市仅剩鼓浪屿公共租界尚未被日军控制，直至1941年12月7日珍珠港事件爆发后，日军才最终夺取鼓浪屿公共租界，最终完成了对厦门全市的彻底控制。